# Dirk Meier
Dirk Meier (nascido em 28 de janeiro de 1964) é um ex-ciclista alemão que competiu no ciclismo nos Jogos Olímpicos de Verão de 1988 em Seul, onde ganhou a medalha de prata na perseguição por equipes.